# Зора (свемирска сонда)
Зора (енгл. Dawn) је мисија агенције НАСА којој је додељен задатак да истражи два највећа члана астероидног појаса - Весту и Цереру. Лансирана у септембру 2007. године, и стигла до своје прве дестинације – Весте, 16. јула 2011. године у 04.47 УТЦ, и проучавала је из све ниже и ниже орбите преко годину дана. Затим је 5. септембра 2012. године поново упалила свој јонски погонски мотор и упутила се ка Церери. Улазак у орбиту око Церере је планиран за фебруар 2015. године, али је услед соларне олује на кратко престао да ради погонски мотор, па је улазак у орбиту око овог небеског тела одложен, и коначно се догодио 6. марта 2015. године у 12.39 УТЦ. Од 1. децембра 2014. сонда прикупља фотографије Церере, које су сваким даном све боље резолуције и на њима се већ могу уочити детаљи на површини.
Летелица је конструисана у сарадњи са европским партнерима - Немачка је обезбедила фрејминг камеру, Италија спектрометар за мапирање и Холандија соларне панеле. Зором управља Лабораторија за млазни погон, која је део Калифорнијског института за технологију из Пасадене.
Уколико мисија прође по плану, сонда Зора ће постати прва која у току једне мисије ушла у орбиту око два различита небеска тела (или три ако се рачуна и Сунце). Користи иновативан јонски погон за путовање од једног до другог тела. Све мисије са више циљева уз употребу конвенционалног погона, као што је био програм Војаџер, су до сада морале да буду ограничене на пролазак поред небеског тела без уласка у орбиту, што је значајно умањивало количину научних података који су били прикупљени. Зора је прва истраживачка мисија агенције НАСА која користи јонски погон (коришћен је и раније, али само као демонстрација технологије у склопу других мисија са конвенционалним погоном).

## Историја пројекта

#### Отказивање мисије
Статус мисије Зора мењао се неколико пута. Цео пројекат отказан је у децембру 2003. године, а затим поново активиран у фебруару 2004. У октобру 2005. године сви радови на сонди Зора су обустављени и стављени „на чекање“, а у јануару наредне 2006. године у новинама се наводила да је мисија „одложена на неодређено време“, иако агенција НАСА није у међувремену објављивала да је статус мисије промењен. Затим је 2. марта 2006. мисија Зора поново отказана.

#### Поновно активирање
Компанија Орбитал сајенсес, која је била задужена за изградњу сонде, уложила је жалбу на одлуку агенције НАСА да се мисија откаже, и изразила жељу да изгради сонду уз претходно одобрена средства, чак и ако је то значило да ће бити у губитку, како би стекла искуство у изградњи истраживачких свемирских сонди. НАСА је након тога спровела ревизију своје одлуке, и 27. марта 2006. године објавила да мисија ипак неће бити отказана. У последњој седмици септембра месеца 2006. инструменти који су уграђени на сонду су активирани по први пут и радили су савршено. Мада је буџетом било планирано да цела мисија кошта 373 милиона долара, одлагања и проблеми су ову цифру подигли на 446 милиона $. Водећи истражитељ мисије је Кристофер Расел.

## Циљеви
Циљ мисије Зора је да карактерише услове и процесе који су владали у раној фази развоја Сунчевог система детаљно изучавајући две протопланете које се нису промениле још од свог настанка. Најважније питање на које сонда треба да пронађе одговор је улога величине (масе) и воде приликом еволуције неке планете. Веста и Церера су веома погодне за сповођење истраживања на ову тему, јер су то два тела највеће масе од свих протопланета. Церера је са геолошке тачке гледишта веома примитивна и садржи доста леда, док је Веста прошла кроз већу еволуцију и стеновитија је. Сматра се да су тако различите јер су формиране у различитим регионима раног Сунчевог система.
При развоју мисије, научници и инжењери су се водили са три покретача. Прво, мисија Зора моћи ће да истражи објекте који су формирани у најранијим фазама развоја Сунчевог система, чиме ће се стећи увид у овај период и начин на који су они формирани. Друго, Зора ће истражити од којих материјала и на који начин су ова небеска тела формирана, и тако стећи увид у еволуцију терестричких планета. И треће, сонда ће истражити два тела која су формирана на различите начине, па ће се тако стећи бољи увид у еволуцију небеских тела од настанка Сунчевог система и шта највише утиче на ту еволуцију.

## Спецификације

#### Димензије
Када се соларни панели налазе у склопљеном положају (у којем ће бити само током лансирања), сонда Зора дугачка је 2,36 m. Када се панели расклопе (у свемиру) сонда је дугачка 19,7 m. Укупна површина коју прекривају соларне ћелије износи 36,4 m².

#### Погонски систем
Сонда Зора за погон користи три ксенонска јонска мотора, који су наследници претходне верзије јонских мотора NSTAR коришћених код мисије Deep Space 1. Ова, нова верзија јонског мотора производи специфични импулс од 3.100 секунди и потисак од 90 mN. Системи целе сонде, укључујући и јонске моторе који је покрећу, напајају се соларним панелима на којима су постављене вишеспојне галијум арсенидне соларне ћелије, које на удаљености 1 АЈ од Сунца производе 10 kW. Соларне панеле направила је фирма Dutch Space. За стизање до Весте, сонда је потрошила 275 kg ксенона, а за стизање од Весте до Церере додатних 110 kg, од укупно 425 kg ксенона колико је сипано у резервоаре. Са расположивом количином погонског горива, сонда Зора могла је да промени своју брзину за чак 10 km/s током укупног трајања мисије, што је далеко више од било које претходне мисије након одвајања сонде од ракете-носача. Зора је прва у потпуности истраживачка мисија агенције НАСА која за примарни погон користи јонске моторе. Ови мотори коришћени су и током ранијих мисија, али углавном као демонстрација технологије и у комбинацији са реактивним моторима. Сонда такође поседује и 12 реактивних мотора напајаних хидразином, од којих сваки ствара потисак од 0,9 kN, и који се користе за контролу оријентације сонде и помажу главним моторима код уласка у орбиту око небеског тела (у овом случају Весте и Церере).

#### Микрочип
На сонду Зора уграђен је меморијски чип на којем се налази преко 360.000 имена свемирских ентузијаста из целог света. Ова имена скупљена су преко интернета, где су на званичном сајту сви могли да попуне образац и пошаљу своје име заједно са содном у свемир. Прикупљање имена трајало је од септембра 2005. до 4. новембра 2006. године. Овај микрочип (отприлике величине најмање кованице) уграђен је на сонду 17. маја 2007. године, изнад предњег јонског мотора, а испод велике параболичне антене. Направљено је неколико оваквих микрочипова, а резервни чип је изложен током Дана отворених врата 2007. године, догађаја који се сваки године организује у седишту Лабораторије за млазни погон, у Пасадени (Калифорнија).

#### Инструменти
Лабораторија за млазни погон агенције НАСА обезбедила је свеукупно планирање и управљање мисијом, развој авионике и инструмената, као и јонски погонски систем сонде. Корпорација Орбитал сајенсес изградила је тело сонде, што је њено прво учешће у мисији која је намењена истраживању свемира. Макс Планк институт за истраживање Сунчевог система и Немачки астронаутички центар (DLR) обезбедили су фрејминг камере, Италијанска свемирска агенција обезбедила је спектрометар за мапирање, док је Лос Аламос национална лабораторија обезбедила спектрометре неутрона и гама зрака.
- Фрејминг камера – ова камера користи рефрактор апаратуру пречника 20 mm, са отвором бленде 7,9 и жижном даљином од 150 mm.[34][35] ЦЦД сензор, Thomson TH7888A[35], на фокалној равни има 1.024 x 1.024 пиксела, од којих сваки види 93 μrad, и који заједно производе видно поље од 5.5° x 5.5°. Точак са филтерима, са осам позиција, омогућава снимање панхроматских и спектрално селективних фотографија. Најшири филтер омогућава снимање фотографија спектра светлости од 400 до 1.050 nm. Уз ове снимке, фрејминг камера обезбедиће и снимке за оптичку навигацију када се сонда буде налазила у близини Весте и Церере. Рачунар камере је радијационо ојачана верзија Xilinx система, са LEON2 језгром и капацитетом меморије од 8 GiB.[35] Камером ће се снимити фотографије резолуције 16 m/пикселу код Весте и 66 m/пикселу код Церере.[35] Пошто је ова камера од виталног значаја и за научна истраживања и за оптичку навигацију сонде, уграђене су две идентичне камере (ради сигурности), од којих свака поседује сопствену оптику, електронику и кућиште.[12][36]
- Видљиви и инфрацрвени спектрометар – овај инструмент је модификована верзија система за снимање у видљивом и инфрацрвеном спектру (термалних варијација) који је коришћен на сондама Розета и Венера експрес. У изради овог инструмента коришћена је и технологија развијена за спектрометар за мапирање сонде Касини-Хајгенс.[12][37]
- Детектор неутрона и гама зрака – дизајн овог инструмента базиран је на инструментима који су коришћени на мисијама Лунар проспектор и Одисеја на Марсу 2001. Инструмент садржи 21 сензор са веома великим видним пољем.[38] Користиће се за одређивање количине елемената од којих се формирају стене (кисеоник, магнезијум, алуминијум, силицијум, калцијум, титанијум и гвожђе) на Вести и Церери, као и калијум, торијум, уранијум и вода (чија ће се распрострањеност одредити преко водоника).[39][40][41][42][43][44]

Магнетометар и ласерски висиномер такође су били разматрани за уграђивање на сонду, али се од њих одустало.

## Преглед мисије

#### Лансирање
Зора је лансирана 27. септембра 2007. са лансирне рампе 17Б ваздухопловне базе Кејп Канаверал ракетом Делта II. Оригинални датум лансирања је био три месеца раније, 20. јуна, али је померен више пута.
Летелица је 10. априла 2007. стигла у Тајтусвилу, на Флориди, где је почело њено припремање за лансирање. Само лансирање је померено са 20. на 30. јун због кашњења у достави појединих делова. Квар на крану лансирне рампе, који се користи за подизање помоћних ракетних мотора на чврсто гориво, додатно је одложио лансирање за још 7 дана. Несрећа у постројењу Астротеха приликом које је оштећен један од соларних панела летелице није утицала на лансирање, међутим лоши временски услови и улазак у временски оквир планиран за лансирање лендера Феникс условио је да се лансирање опет одложи. Затим је лансирање заказано за 27. септембар. За време уграђеног чекања од 4 минута пред полетање, брод је ушао у забрањену зону која се налази на путањи летелице, тако да је лансирање одложено за пар минута док се брод не удаљи, а онда је морало да се сачека док Међународна свемирска станица не пролети изнад центра Кенеди. Полетање са рампе се коначно догодило у 12.34 СЕВ, летелица је убрзала до 11,46 km у секунди у односу на Земљу, а затим су јонски потисници преузели.

#### Транзит (од Земље до Весте)
Циљ мисије је да окарактерише услове и процесе из најранијег периода формирања Сунчевог система детаљним проучавањем две највеће протопланете које се нису промениле још од свог формирања. Церера и Веста имају велики број супротних карактеристика, и мисли се да је разлог овоме што су настале у различитим регионима раног Сунчевог система. Процењује се да је језгро Весте сачињено од гвожђе-никла окруженог мантлом оливина са површинском кором.
Да би лагано крстарила од Земље ка својим дестинацијама, Зора је путовала издуженом спиралном трајекторијом. НАСА објављује и ажурира положај летелице на интернету. Процењена хронологија мисије:
- 27. септембар 2007. - лансирање
- 17. фебруар 2009. - гравитациона помоћ Марса
- 16. јул 2011. - долазак до Весте (прелиминарна орбита)
- 13. децембар 2011. - ниска орбита око Весте
- 5. септембар 2012. - напуштање Весте
- 6. март 2015. - долазак до Церере
- (процена) почетак 2016. - крај примарних операција мисије

Продужење мисије након завршетка примарног дела је такође могућ, мада тешко вероватан, јер је већа научна добит да се дуже остане у орбити око Весте и Церере јер су до сада били потпуна непознаница. Иако би 2 Палас био потенцијална мета за продужену мисију, одлагања током лансирања су вероватно то онемогућила. Количина горива је такође испланирана само до уласка у орбиту Церере, тако да би наставак мисије умногоме зависио од преостале количине горива.

#### Транзит (од Весте до Церере)
Првобитно је било планрано да сонда Зора напусти Весту и започне путовање до Церере, које ће трајати око две и по године, 26. августа 2012. године. Међутим, дошло је до проблема са једним од реакционих точкова сонде, тако да је напуштање гравитационог поља Весте одложено пар дана, и коначно се догодило 5. септембра 2012. године.

#### Крај мисије
Када буде остала без хидразина за оријентацију, сонда Зора постаће трајни сателит Церере, и предвиђа се да ће њена орбита око овог небеског тела бити веома стабилна (без варијација у орбиталној висини).